# Tournoi de tennis d'Osaka (WTA 1994)
Le tournoi de tennis d'Osaka est un tournoi de tennis professionnel. L'édition féminine 1994, classée en catégorie Tier III, se dispute du 7 au 13 février 1994.
Manuela Maleeva remporte le simple dames. En finale, elle bat Iva Majoli, décrochant à cette occasion le 19e titre de sa carrière sur le circuit WTA.
L'épreuve de double voit quant à elle s'imposer Larisa Neiland et Rennae Stubbs.

## Primes et points
| Tour            | Prime    | Points |
| --------------- | -------- | ------ |
| Victoire        | 27 000 $ |        |
| Finale          | 13 500 $ |        |
| 1/2 finale      | 6 750 $  |        |
| 1/4 de finale   | 3 750 $  |        |
| 2e tour (1/8)   | 1 775 $  |        |
| 1er tour (1/16) | 950 $    |        |

| Tour           | Prime   | Points |
| -------------- | ------- | ------ |
| Victoire       | 9 000 $ |        |
| Finale         | 4 500 $ |        |
| 1/2 finale     | 3 000 $ |        |
| 1/4 de finale  | 1 500 $ |        |
| 1er tour (1/8) | 750 $   |        |

Source: (en) Tableaux officiels de la WTA : simple — double — qualifications [PDF].

## Résultats en simple

### Parcours
| No | Joueuse         | Résultat      | Ultime adversaire   |
| -- | --------------- | ------------- | ------------------- |
| 1  | Manuela Maleeva | Victoire      | Iva Majoli (5)      |
| 2  | Larisa Neiland  | 1er tour      | Park Sung-hee (Q)   |
| 3  | Mana Endo       | 1/2 finale    | Manuela Maleeva (1) |
| 4  | Pam Shriver     | 1er tour      | Li Fang             |
| 5  | Iva Majoli      | Finale        | Manuela Maleeva (1) |
| 6  | Alexandra Fusai | 1er tour      | Maja Zivec-Skulj    |
| 8  | Kristie Boogert | 1/4 de finale | Ai Sugiyama         |

| No | Joueuse       | Résultat | Ultime adversaire |
| -- | ------------- | -------- | ----------------- |
| 1  | Maya Kidowaki | 1er tour | Mana Endo (3)     |
| 2  | Nana Miyagi   | 1er tour | Ai Sugiyama       |

| No | Joueuse        | Résultat | Ultime adversaire |
| -- | -------------- | -------- | ----------------- |
| 1  | Kaoru Shibata  | 1er tour | Yone Kamio        |
| 2  | Carin Bakkum   | 2e tour  | Iva Majoli (5)    |
| 3  | Danielle Jones | 1er tour | Carin Bakkum (LL) |
| 4  | Yuka Yoshida   | 2e tour  | Park Sung-hee (Q) |

## Résultats en double

### Parcours
| No | Équipe                       | Résultat | Ultimes adversaires     |
| -- | ---------------------------- | -------- | ----------------------- |
| 1  | Hiroko Mochizuki Yuka Tanaka | 1er tour | Carin Bakkum Iva Majoli |